# 彦摩呂
彦摩呂（ひこまろ、本名：原 吉彦（はら よしひこ）、1966年〈昭和41年〉9月15日 - ）は、日本のタレント、俳優。太田プロダクション所属。大阪府東大阪市出身。アイドルグループ・幕末塾で活動した後、タレントに転身。グルメリポーターとして知られるようになる。

## 経歴・人物

### 生い立ち
東大阪市出身、大阪府大東市育ち。大地主で市議会議員まで輩出した名家に生まれるが、両親の離婚で貧窮した母子家庭で育つ。母は昼はスーパーマーケット、夜は食堂でと掛け持ちで働き、家庭を支えていた。彦摩呂は外では明るく振舞ったが、家に帰ると一人だったので寂しかったとのこと。此花学院高等学校在学中からモデルとして活動。高校卒業後、短期間だが近商ストア(スーパーマーケット))に勤務。

### アイドル
モデルを経て、1988年に男性アイドルグループ「幕末塾」のメンバーに選抜される。幕末塾は「日本男児」「和」「志士」をコンセプトに掲げており、メンバーの芸名（幕末塾生名）も本名の一部からアレンジした名を与えられた。「彦摩呂」も本名の「吉彦」の一文字から考えられたものである。グループは太田プロが手掛けた初の男性アイドルグループとして鳴り物入りでデビューを果たし、太田プロ所属タレントの番組に出演する機会に恵まれていたが、大きなブレイクには至らなかった。また、給料も安く、家賃を払うと手元に残る金が底を尽きてしまう生活であった。

### グルメリポーター
当初は芝居を中心に活動していたが、所属事務所に自分のキャラクターを生かして活動の幅を広げたいと相談したところ、山田邦子が司会をしていた情報番組「山田邦子の旅くらぶ」でリポーターとして起用された。その後、同番組レギュラー出演となる。これを契機に旅番組での温泉レポート、芸能人の豪邸訪問、グルメリポートなどの活動が中心となった。
リポーターを始めて10年ほどたった頃、北海道の市場からのリポートに出向いた。海鮮丼を紹介した際、新鮮な魚介類がキラキラ光って見えたため、思わず「うわぁ、海の宝石箱や〜！」とコメントしたことが、のちに定番となる名フレーズの最初であるという。このロケ以降「……の……や〜!」の比喩表現を積極的に使い、自身の食レポの個性にするようになった。
「……の……や〜!」の他、「うーわぁ。見て〜」「宝石箱や〜」は自身が考案した決まり文句であり、食レポをする時の定番となった。時々、土田晃之がU-turn時代に『オールスター爆笑ものまね紅白歌合戦!!』出演の際に考案した「味のIT革命や〜」を拝借することもある。
グルメ関係の仕事が途切れない嬉しい悲鳴の反面、幕末塾時代のスリムなモデル体型（身長172cm・体重55kg）の面影がすっかり消えてしまうほど体重が増加して肥満体型になってしまった。2006年、日本テレビ『ミラクル☆シェイプ』のダイエット企画に出演。およそ1カ月で5kgの減量に成功した。しかし、企画終了後に徐々にリバウンド（ヨーヨー効果）して、数カ月後には元の体型を上回った。ABCテレビ『笑いの金メダル』出演時は「メタボリックの子守唄」という「ギザギザハートの子守唄』の替え歌を披露し、「（アイドル時代から）20kg太った」「本当はそんなに食べれない」など自虐的な歌詞で実情を歌った。
2010年1月4日付けのブログで100kgの大台に乗ったと報告。その後、減量に努めるも、増減を繰り返している。2019年10月には、2年かけて135kgから113kgに減量したことを報告している。
『人生が変わる1分間の深イイ話』の「旨イイSP」に参加した際、コーナーの趣旨に乗っかり「これからはお店主導でなく、視聴者主導で評価する」と発言。その言葉通り、辛口かつ鋭い指摘を行い企画立案者でもある島田紳助から「またこの企画やる時も絶対来てくれ」と絶賛された。そして実際に第2回が開催された時も招待されている。しかし、同じ紳助司会の特番『行列のできる芸能人通販王決定戦』で2回プレゼンターで参加したが、いずれも結果は残していない。
一方で、彦摩呂が食レポのコツを公開したことで初めて食レポを行う人間であっても完成度の高い食レポを行うことができるようになったため、専任のグルメレポーター自体が減少したというメディア研究家の衣輪晋一による分析もある。

### エピソード
生島ヒロシが司会をしていた時代に『クイズタイムショック』に出演したことがある（1990年1月年男年女大会）。だが、最初の問題「桃の節句って何月何日?」で「5月の5日」と答え観客からどよめきが起き大あわて、次の「じゃあ5月5日は何の節句?」でも「こどもの日」と答え、今度は観客から笑いが起こる。さらに「ステッカー、クラッカー、音が鳴るのはどっち?」で「ステッカー」と答え、結果4問正解10,000円獲得に終わる。
2006年8月25日にTBS系列にて放送された『金スペ! 史上最強!ザ・快傑ドクター6!!芸能人の寿命ぜーんぶ大宣告SP』において「余命4年」の診断を受ける。大小7つの大腸ポリープ（良性）が発見され、摘出手術を行った。
2008年1月16日、出演番組の『ラジかるッ』『まんぷく道場』を寝坊で遅刻し、番組途中に普段着でメガネを掛けたまま登場した。
1日にタバコを2箱消費する喫煙者だったが、後に禁煙。グルメリポーターという職業柄もあり、5kg太ったとのこと。しかし静岡放送『愉快!痛快!阿藤快』2008年2月2日放送分で阿藤快が「彼はまた吸い始めたんですよ」と発言している。
幕末塾でのデビュー当初は給料も少なく極貧生活を強いられていた。空腹に堪り兼ね、近所の畑からさつまいもをこっそり拝借してしまったことがある。申し訳なく思いながらも、その時の芋の味は30年以上経った今でも忘れられないという。

## 出演

### 映画
- ファンシイダンス（1989年12月23日公開、大映） - 笹木英峻 役
- 押忍!!空手部（1990年3月17日公開、松竹） - 斎藤 役
- ミナミの遊侠伝 なんぼのもんやねん（1994年） - 主演・薫 役[注 6]
- 白鳥麗子でございます!（1995年8月19日公開、東宝） - 高田多根夫 役
- 難波金融伝・ミナミの帝王 劇場版 PART15 「商工ローン・保証人の落とし穴」（2000年8月11日公開） - 青島実 役
- ゴジラ×モスラ×メカゴジラ 東京SOS（2003年12月13日公開、東宝） - 報道ヘリのリポーター 役[1]
- シュガー&スパイス 風味絶佳（2006年9月16日公開、東宝）
- 舞妓はレディ（2014年9月13日公開、東宝） - 鳴物の師匠 役
- 三大怪獣グルメ（2020年6月6日公開、パル企画） - グルメレポーター 役

### テレビ

#### ドラマ
- マザコン刑事の事件簿（1990年2月25日、テレビ東京）
- 世にも奇妙な物語 第1シリーズ 第2話「死後の苦労」（1990年6月28日、フジテレビ）
- 映画みたいな恋したい「麗しのサブリナ」（1991年4月6日、テレビ東京）
- 刑事貴族3（1992年4月17日 - 12月25日、日本テレビ） - 吉本和彦 役
- 白鳥麗子でございます! （1993年1月14日 - 2月11日、フジテレビ） - 高田 役
- ええにょぼ（1993年4月5日 - 10月2日、NHK総合）
- 付き馬屋おえん事件帳スペシャル「散る花 咲く花 吉原と大奥の光と影! 」（1993年10月5日、テレビ東京） - 政吉 役
- 家なき子（1994年4月16日 - 7月2日、日本テレビ） - 銀行員 役
- 月曜ドラマスペシャル 浅見光彦シリーズ7 「風葬の城」（1996年9月30日、TBS） - 平野洋一 役
- ぼくらの勇気 未満都市 第10章「最後の勇気」（1997年12月20日、日本テレビ） - テレビ局のプロデューサー 役
- 火曜サスペンス劇場 弁護士・朝日岳之助 「温情捜査 〜尾道水道に流れこんだ浮遊死体の首に二重の圧迫痕が〜」（1999年7月13日、日本テレビ） - 町田伸郎 役
- あなたの人生お運びします 第9話「大変だ!!お客が盗まれた」（2003年6月5日、TBS） - アナウンサー 役
- 帰ってこさせられた33分探偵 第12話「大阪・お笑い芸人殺人をもたせる」（2009年4月11日、フジテレビ）
- 0号室の客（2009年10月23日 - 2010年3月19日、フジテレビ） - 時任 役
- 全開ガール 第9話「彼女の将来のためには、君の存在が邪魔なんだ!」（2011年9月5日、フジテレビ） - しゃべるカバ食べタロー（吹き替え）
- 鈴子の恋〜ミヤコ蝶々女の一代記〜（2012年1月5日 - 3月30日、東海テレビ） - 御子柴 役
- 表参道高校合唱部! 第1話（2015年7月17日、TBS） - 本人 役
- 警視庁・捜査一課長 season5 最終話（2021年6月17日、テレビ朝日） - 新川徹 役
- PORTAL-X 〜ドアの向こうの観察記録〜 第1話（2024年1月12日、WOWOW）[12][13]
- 不適切にもほどがある! 第8話（2024年3月15日、TBS） - 2024年の秋津睦実 役[14]

#### バラエティ
- あなた説明できますか?（毎日放送）
- 見たい!住みたい!wakuwakuマンション（ミヤギテレビ）
- セイシュンの食卓（テレビ朝日）
- TVおじゃマンモス（日本テレビ）
- 阿藤快・彦摩呂のどっちの定食（日テレプラス&サイエンス（現・日テレプラス））
- みみヨリぃ!?（テレビ大阪）
- TVチャンピオン（テレビ東京）
- ドライブ A GO!GO!（テレビ東京） - 月1回、阿藤快、内山信二・グラビアアイドルらと出演
- 彦摩呂の東京スイーツパラダイス（2008年5月 - 、日テレプラス） - 月1回
- 恋愛百景 第116話「彦摩呂プロデュース・美味しいデート」（2009年3月2日、テレビ朝日） - 内藤理沙の叔父役で食事デートの作法を指南
- 天才てれびくんMAX「新春スペシャル冬合宿2010 in 山梨」（2010年1月4日、NHK教育）
- 彦摩呂のB級グルメ天国（2009年9月 - 2012年3月、食と旅のフーディーズTV） - メインMC兼リポーター。手島優と共演
- ぽかぽか「できたてぽかぽか 日本一早い!?コンビニ新商品発表会」（2023年、フジテレビ）

#### 情報
- ラジかるッ（日本テレビ）
- NNN Newsリアルタイム（日本テレビ） - 「リアル特集」のリポーターとして、不定期で出演
- ぴーかんテレビ（東海テレビ）
- 朝だ!生です旅サラダ（ABCテレビ、 - 2009年3月） - リポーター
- 土曜スペシャル（テレビ東京）
- 痛快!買い物ランドショップ島（テレビ東京）
- まちプリ（毎週木曜日2021年10月 - 、RKB毎日放送） - コメンテーター
- サタデーファンキーズ（2022年4月30日 - 、岩手めんこいテレビ） - レポーターとして準レギュラー出演

#### その他
- 科学忍者隊ガッチャピン（BSフジ） - 日替わりで有野晋哉、斎藤洋介他と交替出演
- きょうの料理大賞（2004年度。同年12月放送。NHK総合）
- ネプリーグ（フジテレビ）
- 競馬場の達人（2010年10月31日放送。グリーンチャンネル）
- 彦摩呂のマルチクッカー 調理の宝石箱（2022年7月 - 、QVCジャパン）

### ラジオ
- 余談タイムズ（TBSラジオ）
- 彦摩呂の寝た子も起こす大放送（TBSラジオ）
- 浜松町一丁目 文化食堂（文化放送）
- 彦摩呂のオールナイトニッポン・2部（ニッポン放送）
- FBCラジオ土曜スペシャル拡大版「彦摩呂の三ツ星ラジオ」（2009年6月13日、FBCラジオ） - 月間特別番組
- FINE DAYS!月曜日「彦摩呂の今日もまんぷく!DAY」（2016年8月1日 - 、東海ラジオ）
- ようじのぢかん（2023年12月4日 - 8日、STVラジオ)

### 舞台
- 舞台「リプシンカ 〜ヒールをはいた男!?たち〜」（2022年6月17日 - 19日、COOL JAPAN PARK OSAKA TTホール / 6月22日 - 26日、博品館劇場）[15]
- Bunkamura Production 2025「アリババ」「愛の乞食」（2025年8月 - 9月、世田谷パブリックシアター / 9月、J:COM北九州芸術劇場 / 10月、森ノ宮ピロティホール / 10月、東海市芸術劇場）[16]

### CM
- 出前一丁（日清食品）
- アメリカンポテト（明治製菓）
- サークルKサンクス
- セブン-イレブン
- ワンダ アフターショット（アサヒ飲料） ※ 仲間由紀恵と共演。
  - 『食後の日本代表篇』（2007年4月17日 - ）
  - 『食後にぴったり篇』（2007年4月17日 - ）
- 黒烏龍茶（サントリー） - アニメキャラとして登場し、『笑ゥせぇるすまん』の喪黒福造（声：大平透）と共演。
- リクルート「タウンワーク」（2014年） - スーパーの常連客 役
- 明治「明治プロピオヨーグルトPA-3」（2015年11月 - ）※三浦友和と共演。

### オリジナルビデオ・DVD
- 爆走トラッカー軍団5「激闘!香港マフィアVS女トラッカー」（1994年9月10日、ケイエスエス） - ケン 役
- 創価学会ビデオシリーズ、同じ学会員である久本雅美と共に司会を務める。
  - Future（フューチャー）-無限の未来へ-（2000年、シナノ企画）
  - Future2（フューチャー2）（2001年、シナノ企画）
- いきいき健康人生 医学にみる心とからだ（2004年、シナノ企画）
- 心の宝石箱 グルメリポーター・彦摩呂の挑戦（2011年、シナノ企画）

### アニメ

#### 吹き替え
- 101匹わんちゃん Go Go! ダルメシアン!!（1998年、ウォルト・ディズニー・カンパニー） - ポンゴ 役